# Amaro Rodríguez
Amaro Rodríguez nace en Arcos de la Frontera, provincia de Cádiz, en 1620 y fallece en Sevilla en 1685.
De oficio forjador, enloqueció al descubrir los amores de su mujer con un fraile, siendo recluido en el hospital de San Marcos de Sevilla. Improvisaba sermones contra los religiosos y algunos de los cuales fueron copiados, publicándose una selección de ellos a cargo de la Sociedad de Bibliófilos Andaluces.